# Kate Magowan
Katie Victoria Magowan, detta Kate (Harrow, 1º giugno 1975), è un'attrice britannica.
Dal 2004 è sposata con il collega John Simm.

## Filmografia parziale

### Cinema
- It Was an Accident, regia di Metin Hüseyin (2000)
- Four Play, regia di Mike Binder (2001)
- 24 Hour Party People, regia di Michael Winterbottom (2002)
- It's All Gone Pete Tong, regia di Michael Dowse (2004)
- Kidulthood, regia di Menhaj Huda (2006)
- Devilwood, regia di Sacha Bennett (2006)
- Stardust, regia di Matthew Vaughn (2007)
- Tu£sday, regia di Sacha Bennett (2008)
- 4.3.2.1., regia di Noel Clarke e Mark Davis (2010)
- A Lonely Place to Die, regia di Julian Gilbey (2011)

### Televisione
- Dream Team (1998)
- Is Harry on the Boat? (2001)
- Primeval (2009)
- Exile (2011)
- EastEnders (2013-2014)
- Spotless (2015)